# ديانا باروز
ديانا باروز (بالإنجليزية: Diana Barrows)‏ هي مغنية وممثلة أمريكية، ولدت في 23 يناير 1966 في نيويورك في الولايات المتحدة.

## أعمال

### أفلام
- (1988) يوم الجمعة الثالث عشر الجزء السابع الدم الجديد

## وصلات خارجية
- ديانا باروز على موقع IMDb (الإنجليزية)
- ديانا باروز على موقع أول موفي (الإنجليزية)
- ديانا باروز على موقع قاعدة بيانات برودواي على الإنترنت (الإنجليزية)
- ديانا باروز على موقع قاعدة بيانات الفيلم (الإنجليزية)